# Máy làm bánh kếp

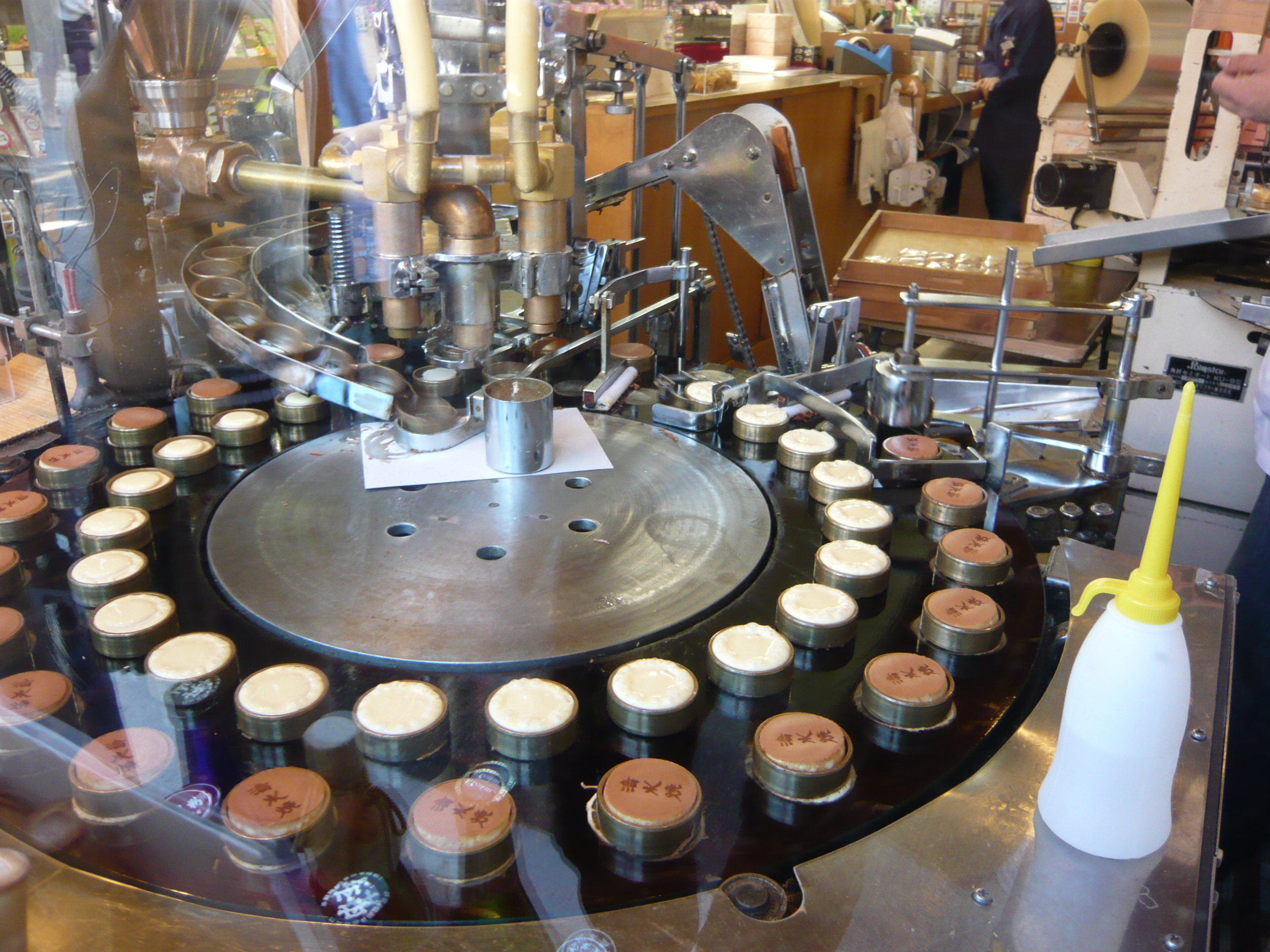
Một chiếc máy làm bánh kếp tự động

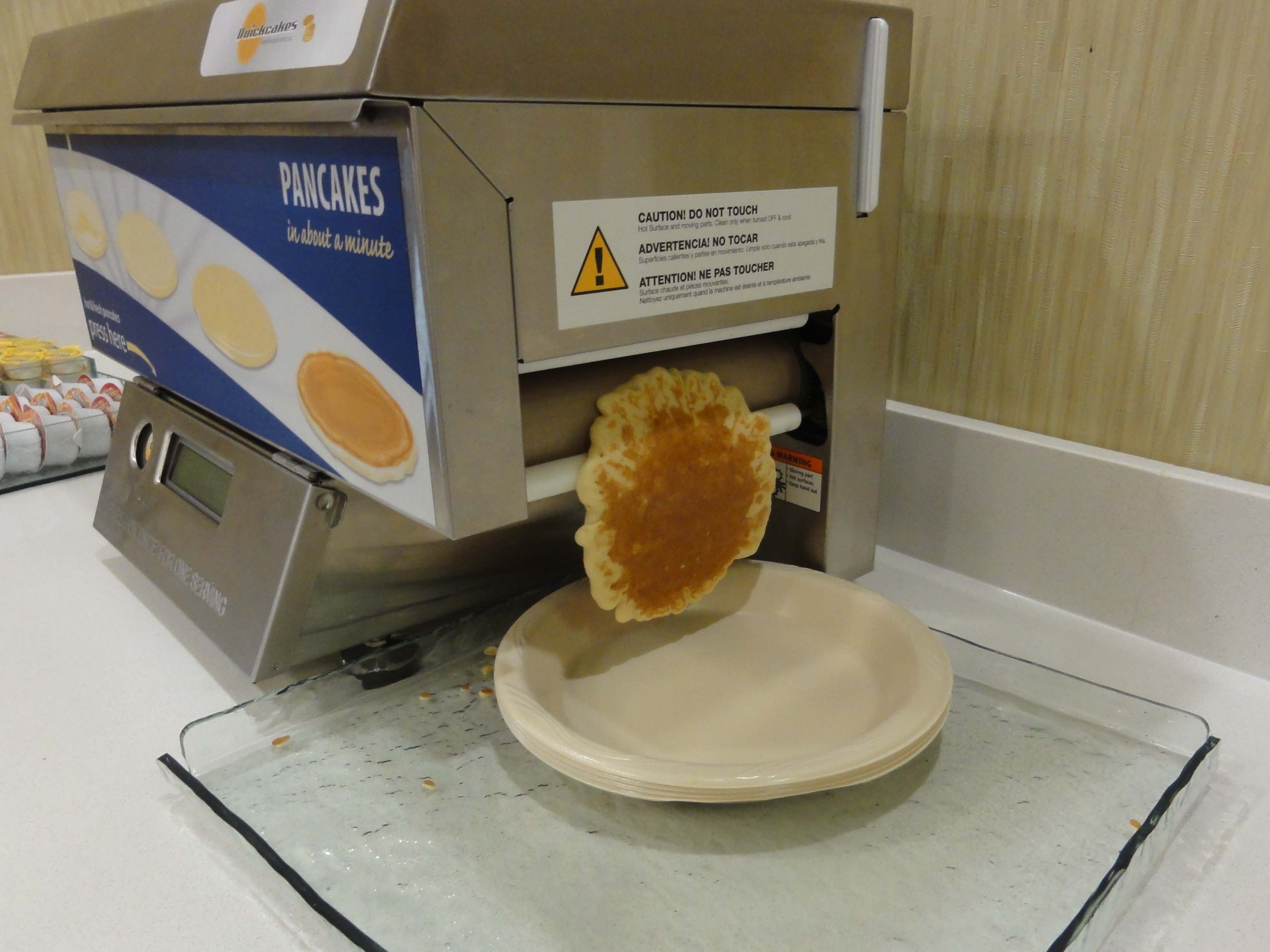
Một chiếc máy làm bánh kếp thương hiệu Quickcakes đang đẩy một chiếc bánh kếp chín lên đĩa

Máy làm bánh kếp là một loại máy chạy bằng điện có thể tự động tạo ra những chiếc bánh kếp chín. Nhiều người cho rằng máy làm bánh kếp được phát minh ở Hoa Kỳ vào năm 1928. Có nhiều loại máy làm bánh kếp khác nhau cho cả mục đích thương mại và gia đình. Một số loại máy làm bánh kếp hoạt động hoàn toàn tự động, trong khi một số loại máy thì hoạt động bán tự động. Một số công ty đã sản xuất hàng loạt những chiếc máy làm bánh kếp, nhưng cũng có một số loại máy được thiết kế thủ công.

## Lịch sử
Vào năm 1928, một người đàn ông ở Portland, Oregon, đã phát minh ra một chiếc máy làm bánh kếp chạy bằng điện hoạt động qua quá trình thả bột vào một vỉ nướng phẳng được gia nhiệt quay vòng từ một bộ phận xi lanh nằm trên đỉnh lò nướng. Lò nướng được làm nóng bằng điện. Lượng bột được thả xuống đã được kiểm soát bằng cách sử dụng lượng khí nén có kiểm soát, giúp đẩy bột ra khỏi xi lanh. Khi bột quay trên vỉ nướng nóng, bánh kếp được lật nửa chừng trong quá trình làm chín bánh trên một kệ nướng bánh nằm trong vỉ nướng. Sau khi hoàn thành, chiếc bánh kếp hoàn chỉnh sẽ được đẩy ra khỏi máy.
Vào năm 1955 tại Hoa Kỳ, một chiếc máy làm bánh kếp tự động đã được phát triển bởi Vendo, sử dụng hỗn hợp bột bánh kếp có công thức đặc biệt do chi nhánh Aunt Jemima của Công ty Quaker Oats sản xuất. Máy làm bánh kếp Vendo có thể sản xuất bánh kếp "trong vòng chưa đầy ba phút". Máy làm bánh kếp Vendo là một chiếc máy làm bánh kếp bán tự động có thể thực hiện tất cả các chức năng để có thể làm bánh ngoại trừ việc đổ bột bánh kếp.
Năm 1956, bốn kỹ sư đến từ Racine, Wisconsin đã phát triển và chế tạo máy làm bánh kếp đốt bằng khí gas có đường kính 2,5 inch cho ngày lễ hội hàng năm Pancake Day (dịch: Ngày bánh kếp) do Câu lạc bộ Kiwanis ở Racine tài trợ.

## Các loại máy và sử dụng
Có nhiều loại máy làm bánh kếp khác nhau, chẳng hạn như loại máy được thiết kế với một băng tải được làm nóng bên trong một bộ phận hộp có thể đưa bột bánh kếp qua và làm chín bánh, hay là loại máy có thể tự động thả bột bánh kếp vào một vỉ nướng phẳng. Một số máy làm bánh kếp, chẳng hạn như loại máy do Crepe-Coer phát triển, có thể nướng đồng thời cả hai mặt của một chiếc bánh kếp. Máy làm bánh kếp bán tự động cũng tồn tại, đòi hỏi một số sự trợ giúp của con người để giúp cho máy hoạt động, chẳng hạn như việc đổ bột. Máy làm bánh kếp thương mại có thể được sử dụng trong ngành dịch vụ thực phẩm, trong quán cà phê và nhà hàng, và loại máy này có thể được phục vụ để giảm bớt việc lãng phí bột bánh kếp cũ. Những chiếc máy làm bánh kếp cũng được sử dụng ở những nơi khác nhưng khách hàng thì phải tự phục vụ cho món bánh kếp của mình, chẳng hạn như trong các phòng chờ cao cấp của sân bay hay ở khách sạn.

## Máy làm bánh kếp thủ công
Phiên bản thủ công của máy làm bánh kếp đã được phát minh. Được biết, chiếc máy làm bánh kếp thủ công đầu tiên được tạo ra là một chiếc máy được chế tạo vào năm 1977 bởi Ken Whitsett thuộc Câu lạc bộ Ocala Kiwanis ở Ocala, Florida. Chiếc máy được sử dụng cho ngày bánh kếp hàng năm của câu lạc bộ. Máy làm bánh kếp Kiwanis sử dụng một cái phễu chứa đầy bột bánh kếp được thả vào vỉ nướng quay. Những chiếc bánh kếp được lật và tráng chín bằng tay sau khi nướng xong. Máy làm bánh kếp này cần bốn người để vận hành và có thể sản xuất từ 750–1000 chiếc bánh kếp mỗi giờ.

## Các công ty và thương hiệu
Máy làm bánh kếp cho người tiêu dùng và cho thương mại đã được một số công ty sản xuất hàng loạt trong thời hiện đại.

### Sản phẩm thương mại
Máy làm bánh kếp thương mại thường được sử dụng trong ngành dịch vụ thực phẩm.
Popcake là một thương hiệu sản xuất máy làm bánh kếp có thể làm ra 200 chiếc bánh kếp mỗi giờ. Những chiếc bánh kếp riêng lẻ có thể được sản xuất trong vài giây bằng chiếc máy của hãng thương hiệu này. Chiếc máy được thiết kế để sử dụng trong các cơ sở thương mại như căng tin hay cửa hàng tiện lợi.

Popcake là một công ty của Hoa Kỳ chuyên sản xuất máy làm bánh kếp thương hiệu Popcake. Máy làm bánh kếp Popcake đã được phát minh bởi Marek Szymanski, và tính đến tháng 7 năm 2014, khoảng 7.000 chiếc máy của thương hiệu này đã được sử dụng trên toàn thế giới. Chiếc máy của thương hiệu này có các tính năng cho phép người dùng điều chỉnh kích thước, số lượng và mức độ hoàn thiện của bánh kếp. Các đĩa bánh được sản xuất trong khoảng hai phút bằng máy làm bánh Popcake.

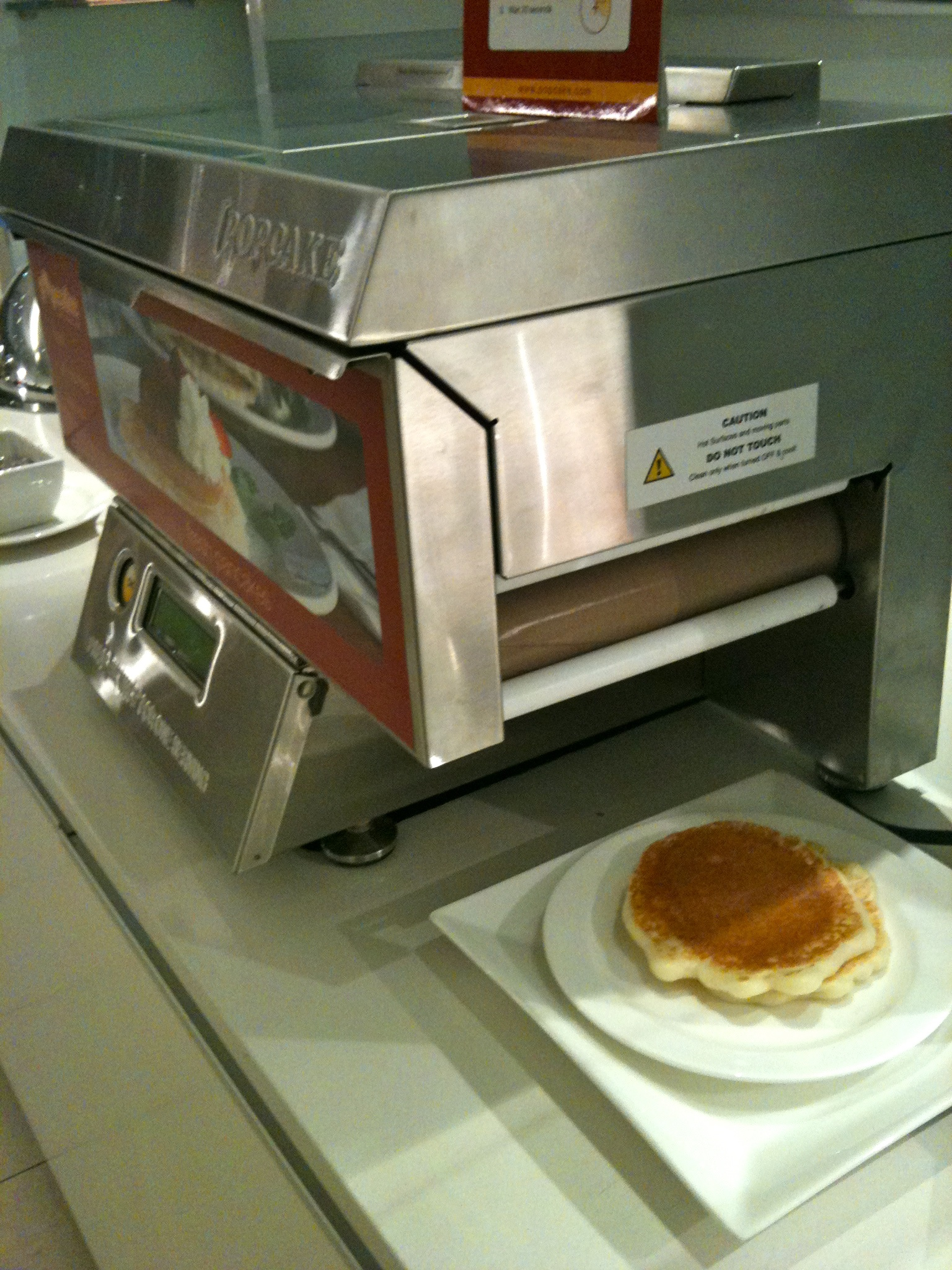
Máy làm bánh kếp của thưong hiệu Popcake
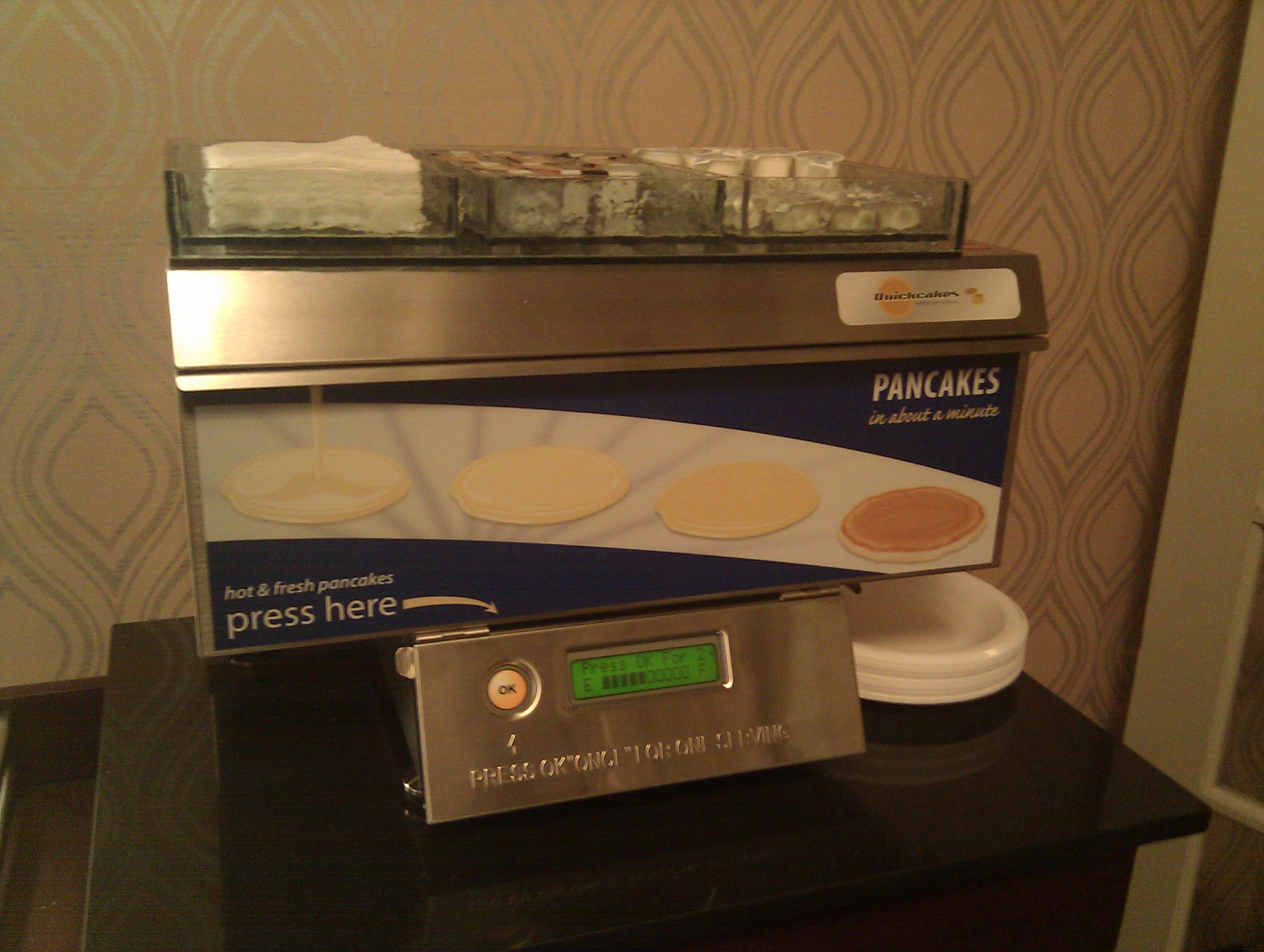
Mặt trước của máy làm bánh kếp thương hiệu Quickcakes, với nhiều loại gia vị khác nhau trên đỉnh máy

### Sản phẩm tiêu dùng

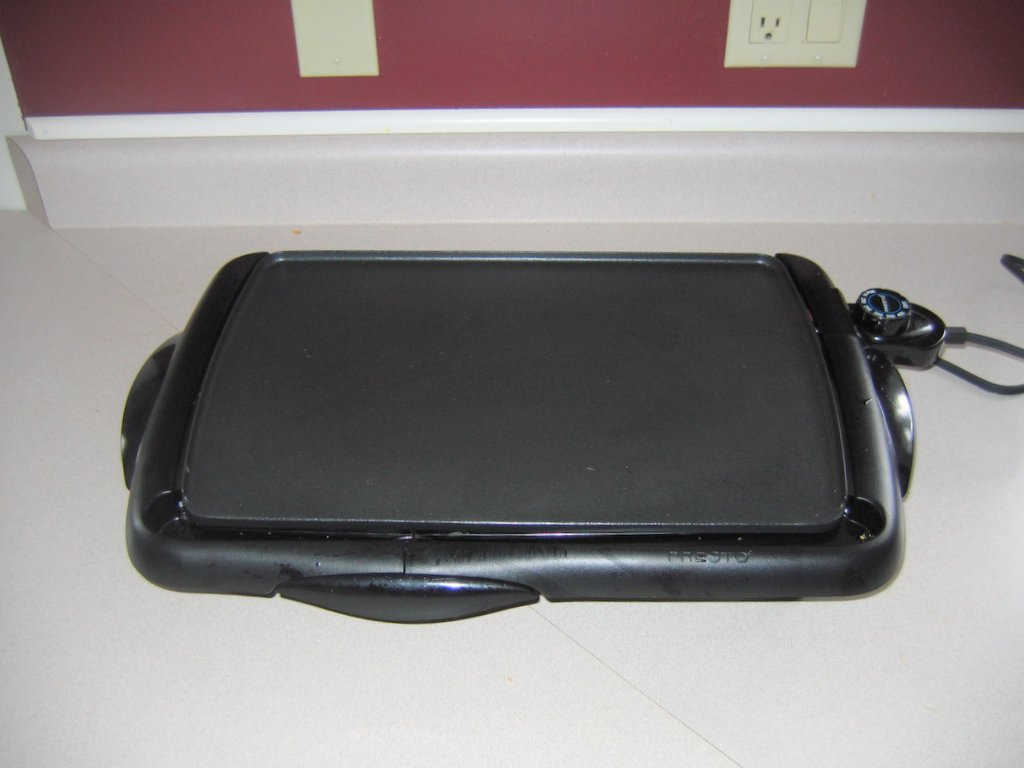
Vỉ nướng điện cơ bản có điều khiển nhiệt độ

Vào tháng 3 năm 2015 tại Mỹ, chiếc máy làm bánh kếp PancakeBot đã thu được hơn 141.000 USD qua trang web khởi nghiệp Kickstarter. Máy làm bánh kếp PancakeBot có thể sản xuất bánh kếp theo yêu cầu người dùng với nhiều cách khác nhau, thực hiện bằng cách sử dụng bột bánh kếp trong chai được di chuyển qua một cánh tay của chiếc máy nằm ở phía trên vỉ nướng. Máy cũng sử dụng phần mềm tùy chỉnh để thực hiện điều này.

## Máy làm bánh kếp mới lạ
Để kỷ niệm Ngày bánh kếp ở Vương quốc Anh, một chiếc máy làm bánh kếp mới lạ đã được The Happy Egg Company chế tạo vào tháng 2 năm 2013. Chiếc máy có sử dụng một quả trứng mới đẻ từ một con gà mái lăn lên bàn xoay, sau đó di chuyển quả trứng đến khu vực nơi quả trứng tự động được làm nứt và trộn với các thành phần khác để làm bánh kếp. Sau đó, hỗn hợp được đổ vào vỉ, nướng chín hai bên của bánh, rồi úp ra đĩa.